# Józef Olszyna-Wilczyński
Józef Olszyna-Wilczyński, poljski general, * 1890, † 1939.